# 炙子烤肉

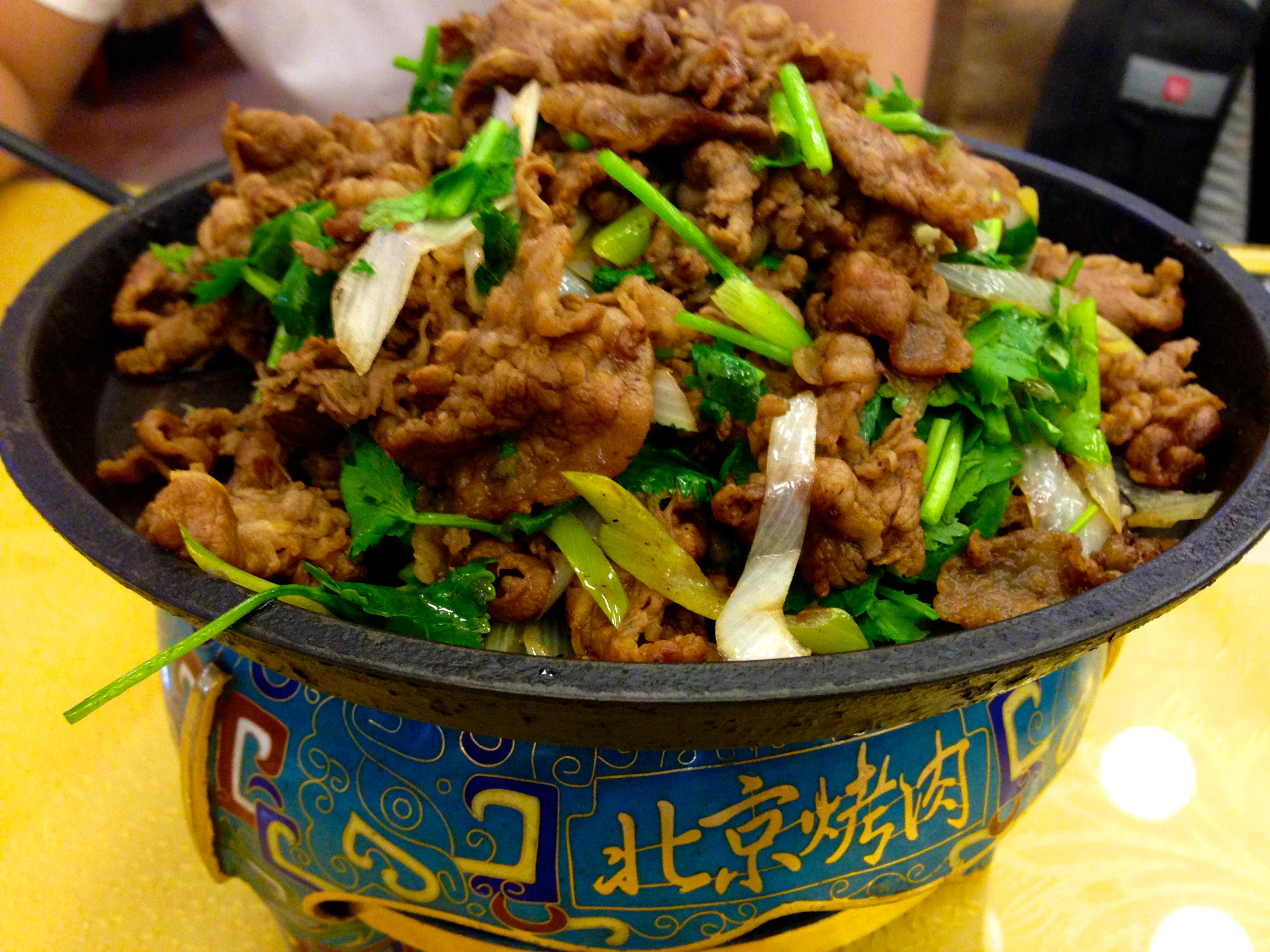
烤肉季（北京市）の炙子烤肉

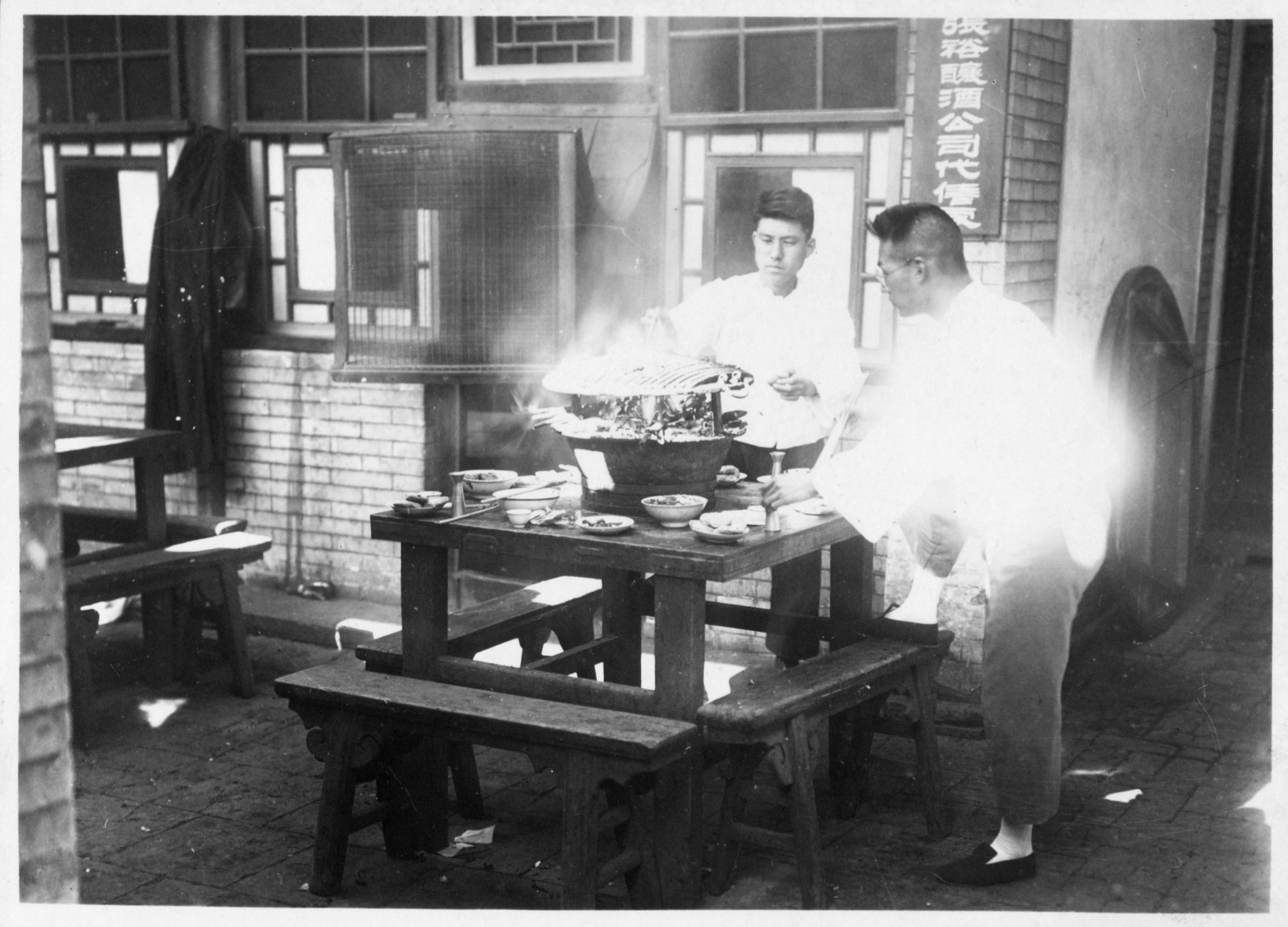
烤羊肉の食事スタイル（北平市（現・北京市））

炙子烤肉（ジイズウカオロウ）は北京料理の1種。「炙子」と呼ばれる調理器具で肉を焼いて食べる料理である。
日本では炙子焼肉、北京風焼肉とも呼ばれる。日本の料理であるジンギスカンの起原ともいわれる。

## 概要
『中国名菜譜』によると、 清の順治年間（1644年から1661年）に少数民族である蒙古族の官吏が愛好していた烤肉（焼肉）が起源とされている。もともとは清真料理であったが、涮羊肉と同様に1854年（咸豊4年）に北京の前門街に開業した「正陽楼」が炙子烤肉（当時の名称は「烤羊肉」で羊肉を使用していた）を提供し、北京に広めたことから一般に普及した。正陽楼の烤羊肉に当時、北京に在住の日本人達がつけたあだ名が「ジンギスカン」であった。
正陽楼では薪を使い、中央部が盛り上がった鉄棒でできた網を使い、椅子に片足を乗せた状態で立ったまま長い箸で羊肉を鉄網に置いて焼いていた。また、薪を使うので煙が立ち上るため、屋外、正陽楼の庭で食されていた。日本においても1933年の春秋園（東京府大井町（現・東京都品川区大井））のジンギスカンの広告には、椅子に片足を乗せ、長い箸で立って食べるスタイルの絵を見ることができる。ただし、燃料は薪から炭に代わっている。
烤肉季の炙子烤肉は、屋内で食べるようになり、穴のふさがった溝付きの鉄板を使用する。また、烤肉季の鉄板は平らであり、日本のジンギスカン鍋のように中央が盛り上がってはいない。羊肉以外に牛肉も使用されている。

## 著名店
北京市で提供している代表的な店に1848年創業の烤肉季がある。